# Zethus seyrigi
Zethus seyrigi är en stekelart som beskrevs av Giordani Soika 1940. Zethus seyrigi ingår i släktet Zethus och familjen Eumenidae. Inga underarter finns listade i Catalogue of Life.